# Painkiller Jane (serial telewizyjny)
Painkiller Jane – kanadyjsko-amerykański fantastycznonaukowy serial telewizyjny, emitowany w stacji telewizyjnej Sci-Fi Channel w 2007 roku. Powstał w następstwie sukcesu, jakim cieszył się stworzony dla Sci-Fi Channel film z 2005 roku, będący luźną adaptacją serii komiksów poświęconych superbohaterce o imieniu Painkiller Jane, autorstwa Jimmy’ego Palmiottiego i Joego Quesady. Film ten dał początek serialowi, którego pierwszy odcinek zadebiutował na antenie Sci-Fi Channel 13 kwietnia 2007 roku, jednak z powodu niskiej oglądalności premierowego i wszystkich kolejnych odcinków stacja zdecydowała o zakończeniu serialu po emisji 22. odcinka, mającej miejsce 21 września 2007 roku.

## Fabuła
Serial opowiada historię agentki DEA Jane Vasco, która odkrywa, że ma zdolność szybkiego dochodzenia do zdrowia po każdym zranieniu. Z powodu tej szczególnej właściwości zostaje zwerbowana przez tajną agencję rządową, która tropi „Neuros” - zmutowanych ludzi o nadprzyrodzonych zdolnościach umysłowych.

## Obsada
Na podstawie.
- Kristanna Loken – Jane Vasco
- Noah Dalton Danby – Connor King
- Stephen Lobo – Seth Carpenter
- Sean Owen Roberts – Riley Jensen
- Rob Stewart – Andre McBride
- Alaina Huffman – Maureen Bowers
- Melanie Papalia – Amanda Worth
- Nathaniel DeVeaux – Joe Waterman
- John Reardon – Brian